# О’Нил, Джерард
Джерард О’Нилл (англ. Gerard Kitchen "Gerry" O'Neill) (6 февраля, 1927 года, Бруклин, штат Нью-Йорк, США — 27 апреля 1992 года, Редвуд, Калифорния, США) — американский физик, сторонник активных мер по изучению Вселенной.
Как преподаватель Принстонского университета, он предложил использовать накопительные кольца (particle storage ring) для получения интенсивных пучков частиц при проведении экспериментов в области физики высоких энергий. Позже он придумал электромагнитную катапульту. В 1970 он разработал план строительства космических поселений, в том числе дизайн космической станции, известной как цилиндр О’Нилла (Остров III). Он основал Институт космических исследований, некоммерческую организацию для финансирования исследований в области колонизации космоса.
О’Нил начал изучение физики высоких энергий в Принстоне в 1954 году, после того как он получил докторскую степень в Корнеллском университете. Два года спустя он опубликовал предложения по созданию и использованию накопительных колец пучков заряженных частиц. Это изобретение, вкупе с опубликованным одновременно предложением Керстом использовать встречные пучки, позволило проводить эксперименты в физике элементарных частиц при гораздо более высоких энергиях, чем было возможно ранее. В 1965 году в Стэнфордском университете под его руководством был проведён первый эксперимент по столкновению встречных пучков электронов (CBX).
Во время преподавания физики в Принстонском университете О’Нилл заинтересовался вопросом возможности жизни людей в космическом пространстве. Он исследовал и предложил футуристическую идею человеческих поселений в космосе — цилиндр О’Нилла — в публикации «Колонизация космоса», своём первом докладе по этому вопросу. Он провел конференцию по космическому производству в Принстоне в 1975 году. Как и многие активисты пост-Аполлоновской космической эры, О’Нилл совместно с профессором Генри Кольмом (англ. Henry Kolm) в 1976 году построил свой первый прототип электромагнитной катапульты.  Его книга Высокий фронтир: человеческие колонии в космосе (англ. The High Frontier: Human Colonies in Space) вдохновила целое поколение последователей освоения космического пространства. Умер от лейкемии в 1992 году.